# Ianuarie 2021
Acest articol este generat integral pe baza informațiilor din articolul 2021 și este actualizat periodic de un robot.
 Editările făcute în articol vor fi șterse la următoarea actualizare! Dacă doriți să faceți modificări, editați articolul-sursă.

ianuarie -
februarie -
martie -
aprilie -
mai -
iunie -
iulie -
august -
septembrie -
octombrie -
noiembrie -
decembrie
Ianuarie 2021 a fost prima lună a anului și a început într-o zi de vineri.

## Evenimente

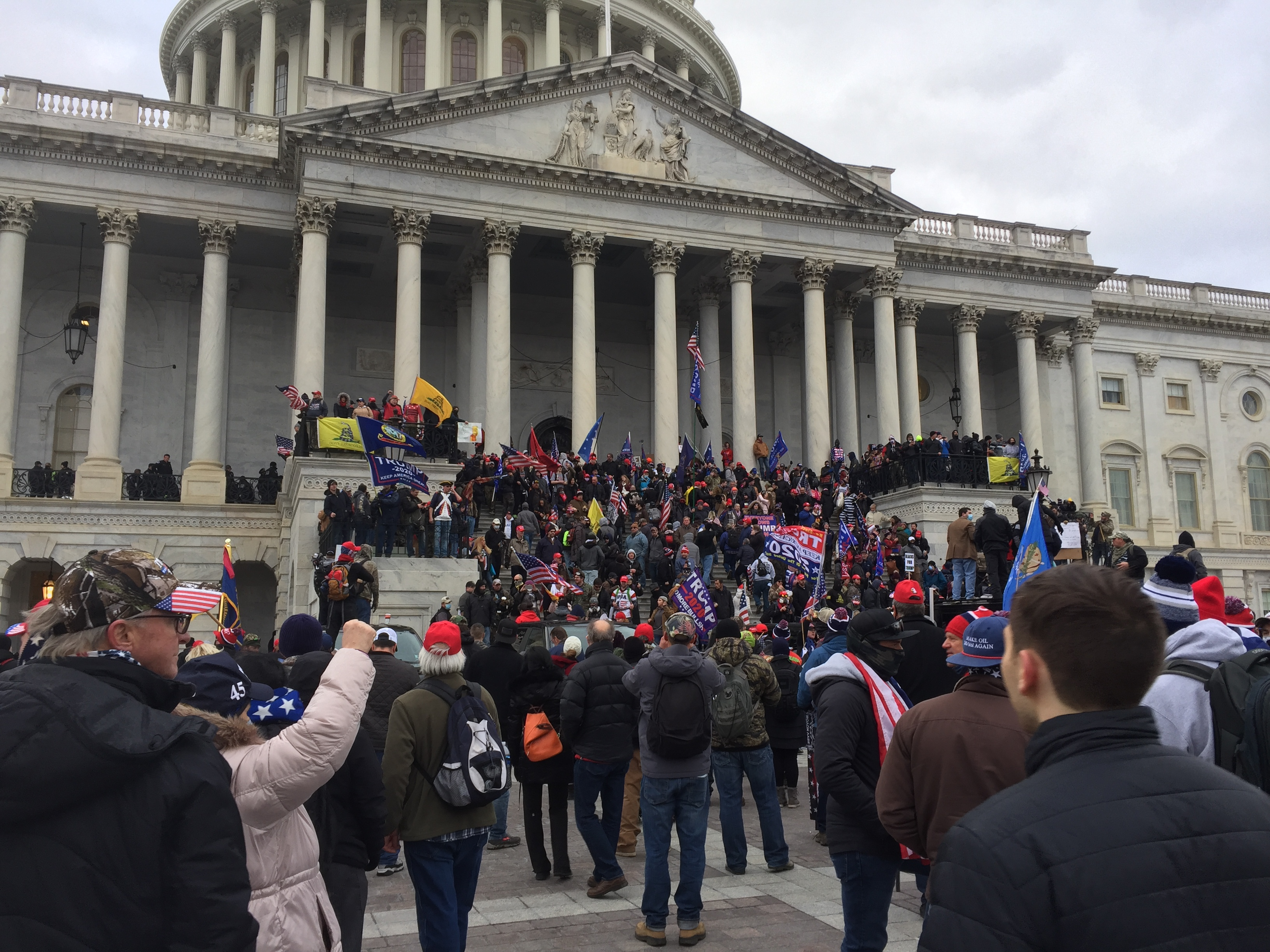
6 ianuarie: Asaltul Capitoliului Statelor Unite ale Americii

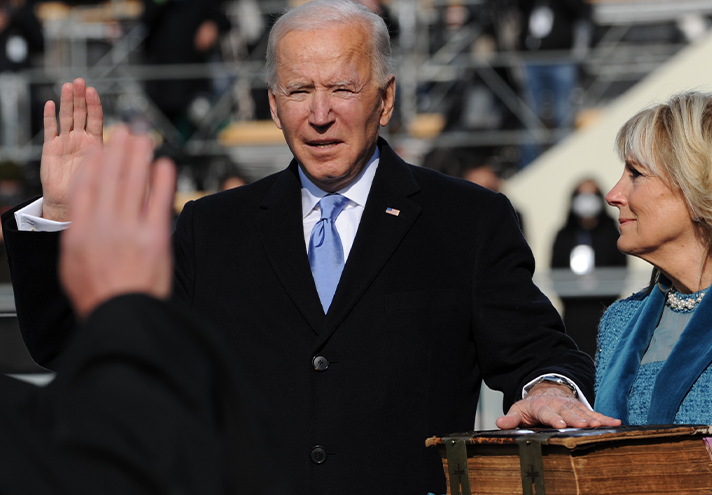
20 ianuarie: Democratul Joe Biden devine cel de-al 46-lea președinte al Statelor Unite, cel mai în vârstă președinte ales, primul din Delaware și al doilea președinte catolic.

- 1 ianuarie: Portugalia a preluat de la Germania președinția semestrială a Consiliului Uniunii Europene.
- 1 ianuarie: Suedia a preluat de la Albania președinția OSCE.
- 1 ianuarie: Cuba își unifică în mod oficial sistemul de monedă duală după 27 de ani, rezultând în retragerea pesoului convertibil cubanez (CUC) și lăsarea pesoului cubanez (CUP) ca singură monedă națională, suferind astfel prima sa devalorizare valutară din 1959.[1][2]
- 6 ianuarie: Mii de protestatari pro-Trump, unii înarmați, au luat cu asalt Capitoliul Statelor Unite, provocând evacuarea acestuia. Au fost trase focuri de armă rezultând 5 decese inclusiv un ofițer de poliție; 56 de membri ai departamentului de poliție au fost răniți.[3][4][5][6][7]
- 9 ianuarie: Un avion de tip Boeing 737 Classic al companiei aeriene indoneziene Sriwijaya Air, s-a prăbușit în Marea Java la câteva minute după ce și-a luat zborul de pe Aeroportul Internațional Jakarta spre direcția Pontianak. La bord erau 62 de pasageri, inclusiv 7 copii. Nu sunt supraviețuitori.
- 11 ianuarie: Pandemia de COVID-19: Numărul de cazuri confirmate de COVID-19 depășește 90 de milioane în întreaga lume.[8]
- 11 ianuarie: Au loc simultan alegeri parlamentare în Kazahstan și alegeri prezidențiale în Kârgâzstan. Partidul de guvernământ Nur Otan, care domină politica Kazahstanului din 1999, a câștigat cu peste 70% din voturi. În parlamentul din Kazahstan au mai intrat alte două partide. În Kârgâzstan populistul Sadâr Japarov a câștigat cursa prezidențială de la Bișkek cu peste 79,5 % din voturi, devasându-și contracandidatul, pe Adahan Madumarov, care a acumulat 6,5 % din voturi.
- 13 ianuarie: Președintele american Donald Trump este pus sub acuzare pentru a doua oară de Camera Reprezentanților, o premieră în istoria SUA. El a fost acuzat de „incitare la insurecție” ca urmare a comentariilor sale la un miting precedent asaltului asupra Capitoliului Statelor Unite.[9]
- 15 ianuarie: Un cutremur cu magnitudinea de 6,2 grade pe scara Richter a devastat insula Sulawesi din Indonezia. 91 de persoane au decedat, iar alte peste 1100 au fost rănite.
- 15 ianuarie: În România începe a doua etapă de vaccinare anti-Covid; persoanele de peste 65 de ani, cele aflate în evidență cu boli cronice și angajații din domenii esențiale se pot programa pentru vaccinare.[10]
- 15 ianuarie: Guvernul Olandei, în frunte cu prim-ministrul, Mark Rutte, a demisionat, după scandalul alocațiilor. Fiscul olandez a acuzat mii de familii că au solicitat în mod fraudulos plata alocațiilor copiilor, în perioada 2013-2019. Din această cauză, fiscul le-a cerut rambursări de zeci de mii de euro și multe familii au ajuns în faliment sau au divorțat. Ministrul Finanțelor, Wopke Hoekstra, și Ministrul Economiei, Eric Wiebes, au fost deja dați în judecată, alături de alți trei politicieni.
- 15 ianuarie: Pandemia de COVID-19: Numărul global de decese din cauza virusului depășește 2 milioane.[11]
- 17 ianuarie: Activistul anticorupție Aleksei Navalnîi, principalul opozant al președintelui rus Vladimir Putin, este arestat la aterizarea la Moscova. Politicianul revenise de la Berlin, unde fusese internat în spital din august 2020 după otrăvirea cu agent neurotoxic Noviciok. A fost reținut sub acuzația încălcării termenilor eliberării condiționate.[12]
- 20 ianuarie: Au fost învestiți la Capitoliul din Washington D.C. Joe Biden ca cel de-al 46-lea președinte al Statelor Unite ale Americii și Kamala Harris ca cel de-al 49-lea vicepreședinte.
- 23 ianuarie: Poliția rusă a reținut peste 3.000 de persoane într-o represiune împotriva protestelor în sprijinul liderului opoziției Aleksei Navalnîi; amploarea demonstrațiilor din Rusia este văzută ca fiind fără precedent, ele având loc în peste 100 de orașe.[13][14]
- 24 ianuarie: Alegeri prezidențiale în Portugalia. Conservatorul Marcelo Nuno Duarte Rebelo de Sousa (72 ani), a fost reales președinte cu un scor de 60,7%.
- 29 ianuarie: Un incendiu a izbucnit la Institutul Național de Boli Infecțioase „Prof. Dr. Matei Balș” la ora 5:00, ora României. 102 de pacienți cu COVID-19 au fost evacuați în alte pavilioane ale spitalului și în alte spitale din Capitală. Au decedat 11 pacienți. Un reșou din salonul care a ars ar putea fi cauza incendiului.[15]
- 31 ianuarie: Peste 5.000 de persoane sunt reținute de poliția rusă la protestele la nivel național care solicită eliberarea liderului opoziției Aleksei Navalnîi.[16]

## Decese
- 2 ianuarie: Alexandru Bădulescu, 91 ani, profesor și muzicolog român (n. 1929)
- 2 ianuarie: Marco Formentini, 90 ani, politician italian, membru al Parlamentului European (1999–2004), (n. 1930)
- 2 ianuarie: Modibo Keita, 78 ani, politician malian, prim-ministru al statului Mali (2002, 2015–2017), (n. 1942)
- 4 ianuarie: Seymour Dean Van Gundy, 89 ani, specialist american în domeniul biologiei generale, nematologiei și ecologiei, membru de onoare al Academiei de Științe al Moldovei (n. 1931)
- 4 ianuarie: Jonas Neubauer, 39 ani, barman american și jucător profesionist de Tetris (n. 1981)
- 4 ianuarie: Tanya Roberts (n. Victoria Leigh Blum), 65 ani, actriță, model și producătoare americană (n. 1955)
- 4 ianuarie: Martinus Justinus Godefriedus Veltman, 89 ani, fizician din Țările de Jos, laureat al Premiului Nobel (1999), (n. 1931)
- 6 ianuarie: Ashli Babbitt, 35 ani, veterană a Forțelor Aeriene și Gărzii Naționale ale Statelor Unite ale Americii și activistă americană (n. 1985)
- 6 ianuarie: Leonid Bujor, 65 ani, politician din Republica Moldova, deputat (2005–2009), Ministru al Educației (2009–2011), (n. 1955)
- 6 ianuarie: Mihai Cotorobai, 69 ani, jurist și politician din Republica Moldova (n. 1951)
- 6 ianuarie: Iulian Șerban, 35 ani, paracanoist român (n. 1985)
- 6 ianuarie: Filip Trifonov, 73 ani, actor bulgar (n. 1947)
- 8 ianuarie: Michael Shaw, Baron Shaw of Northstead, 100 ani, politician britanic, membru al Parlamentului European (1973–1979), (n. 1920)
- 8 ianuarie: Iancu Țucărman, 98 ani, inginer agronom român de etnie evreiască, supraviețuitor al Pogromului de la Iași (n. 1922)
- 10 ianuarie: Constantin Lozovanu, 74 ani, judecător din Republica Moldova (n. 1946)
- 10 ianuarie: Constantin Rezachevici, 77 ani, istoric român (n. 1943)
- 11 ianuarie: Bogdan-Iulian Macovei, 67 ani, handbalist român și antrenor principal (n. 1953)
- 12 ianuarie: Florentin Crihălmeanu, 61 ani, episcop român unit de Cluj-Gherla (2002-2021), (n. 1959)
- 12 ianuarie: Bogdan Stanoevici, 62 ani, actor și politician român (n. 1958)
- 13 ianuarie: Gabriela Silvia Beju, 73 ani,  sculptoriță română (n. 1947)
- 13 ianuarie: Siegfried Fischbacher, 81 ani, magician american de etnie germană (n. 1939)
- 13 ianuarie: Mircea Păcurariu, 88 ani, profesor universitar de teologie, istoric și preot român, membru titular al Academiei Române (n. 1932)
- 13 ianuarie: Marielle de Sarnez, 69 ani, politiciană franceză, membră a Parlamentului European (1999–2009), (n. 1951)
- 16 ianuarie: Phil Spector (Harvey Phillip Spector), 81 ani, producător și textier american (n. 1939)
- 17 ianuarie: Ruxandra Garofeanu, 76 ani, critic de artă și realizatoare de emisiuni la Radio România și Televiziunea Română (n. 1944)
- 20 ianuarie: Mihail Cibotaru, 86 ani, prozator și publicist din Republica Moldova (n. 1934)
- 20 ianuarie: Mira Furlan, 65 ani, actriță și cântăreață croată (n. 1955)
- 21 ianuarie: Nathalie Delon, 79 ani, actriță franceză de film (n. 1941)
- 23 ianuarie: Harold Holbrook (Harold Rowe Holbrook Jr.), 95 ani, actor american (n. 1925)
- 23 ianuarie: Larry King (n. Lawrence Harvey Zeiger), 87 ani, moderator american de radio și televiziune (n. 1933)
- 23 ianuarie: Karl Erik Olsson, 82 ani, om politic suedez (n. 1938)
- 23 ianuarie: Oana Ștefănescu, 60 ani, actriță română de teatru și film (n. 1960)
- 24 ianuarie: Bruce Kirby (n. Bruno Giovanni Quidaciolu), 95 ani, actor american de televiziune (n. 1925)
- 25 ianuarie: Iovu Bivol, 72 ani, agronom și politician din Republica Moldova (n. 1948)
- 26 ianuarie: Georgeta Luchian Tudor, 86 ani, poetă și actriță română de teatru (n. 1934)
- 27 ianuarie: Adrián Campos, 60 ani, pilot spaniol de Formula 1 (n. 1960)
- 28 ianuarie: Paul J. Crutzen (Paul Jozef Crutzen), 87 ani, chimist din Țările de Jos, laureat al Premiului Nobel (1995), (n. 1933)
- 30 ianuarie: Alfreda Markowska, 94 ani, activistă și filantroapă poloneză de etnie romă, supraviețuitoare a Holocaustului (n. 1926)
- 30 ianuarie: Sophie (n. Samuel Long), 34 ani, artistă scoțiană (n. 1986)
- 31 ianuarie: Justo Tejada, 88 ani, fotbalist spaniol (n. 1933)